# Széth Meribré
Széth (uralkodói nevén Meribré) az ókori egyiptomi XIII. dinasztia egyik uralkodója. Memphiszből kormányozott. Kim Ryholt és Darrell Baker szerint a dinasztia 24., Jürgen von Beckerath szerint 20. királya volt. Uralkodása i. e. 1749-ben vagy i. e. 1700 körül ért véget, és kevesebb, mint tíz évig, valószínűleg öt évnél is kevesebb ideig tartott.

## Említései
Teljes bizonyossággal csak a torinói királylistáról állítható, hogy említi, neve a hetedik oszlop 23. sorában (Alan Gardiner és Jürgen von Beckerath számozása szerint a hatodik oszlop 23. sorában) szerepel. Ryholt feltételezése szerint az Abüdoszban talált és ma a kairói Egyiptomi Múzeumban lévő JE 35256 jelű sztélén eredetileg Széth Meribré neve, uralkodói neve és Hórusz-neve szerepelt. A sztélét, mely a 4. uralkodási évet említi, később I. Noferhotep kisajátította. Anthony Leahy történész korábban amellett érvelt, hogy a sztélét nem Széth Meribré, hanem Ugaf állíttatta, és ebben Darrell Baker is egyetért vele. Luxortól északkeletre, Medamudban számos romos épületről feltételezhető, hogy Széth Meribré építtette őket, de utóda, III. Szobekhotep kisajátította.
Jürgen von Beckerath szerint Széth Meribré azonos lehet azzal a királlyal, akit Anhefenszahmet memphiszi főpap genealógiája említ. Ezen a XXII. dinasztia korabeli sztélén, melyen Ptah főpapjait sorolják fel évszázadokra visszamenőleg, említenek egy Aaken nevű uralkodót, akinek neve azt jelenti: „a szamár erős”. Von Beckerath szerint ez utalás Széth Meribrére, és a név eredetileg Széthken lehetett, ami azt jelenti: „Széth erős”, de mivel ezt az istent a XXII. dinasztia idején gyűlölték, nevének hieroglifáját lecserélték egy szamárra.

## Helye a kronológiában és uralkodásának hossza
Darrell Baker és Kim Ryholt szerint Széth Meribré a dinasztia 24. uralkodója volt, Jürgen von Beckerath szerint a 20. Mind egyetértenek abban, hogy valószínűleg uszurpálta a trónt elődjétől, IV. Anteftől. Uralkodásának hossza nem ismert, mert a torinói királylista ezen a helyen sérült, csak a vége maradt meg: „… és 6 nap.” Kim Ryholt szerint az egymást követő Imiermesa, IV. Antef és Széth Meribré összesen tíz évig uralkodtak. A Boulaq 18 papirusz alapján arra lehet következtetni, hogy vagy Imiermesa, vagy Antef több mint öt évig uralkodott, így Széth Meribré uralkodásának hossza nem érhette el az öt évet.

## Fordítás
- Ez a szócikk részben vagy egészben  a   Seth Meribre című angol Wikipédia-szócikk ezen változatának fordításán alapul.  Az eredeti cikk szerkesztőit annak laptörténete sorolja fel. Ez a jelzés csupán a megfogalmazás eredetét és a szerzői jogokat jelzi, nem szolgál a cikkben szereplő információk forrásmegjelöléseként.